# نورمان وليامز
نورمان وليامز (بالإنجليزية: Norman Williams)‏ (23 سبتمبر 1899 في أستراليا - 31 مايو 1947 في أستراليا) هو لاعب كريكت أسترالي. لعب مع فريق جنوب أستراليا للكريكت ‏.

## وصلات خارجية
- نورمان وليامز على موقع إي آس بي آن كريك إنفو (الإنجليزية)